# Neumarkt in der Oberpfalz
Neumarkt in der Oberpfalz este un oraș din districtul  Neumarkt in der Oberpfalz, regiunea administrativă Palatinatul Superior, landul Bavaria, Germania.

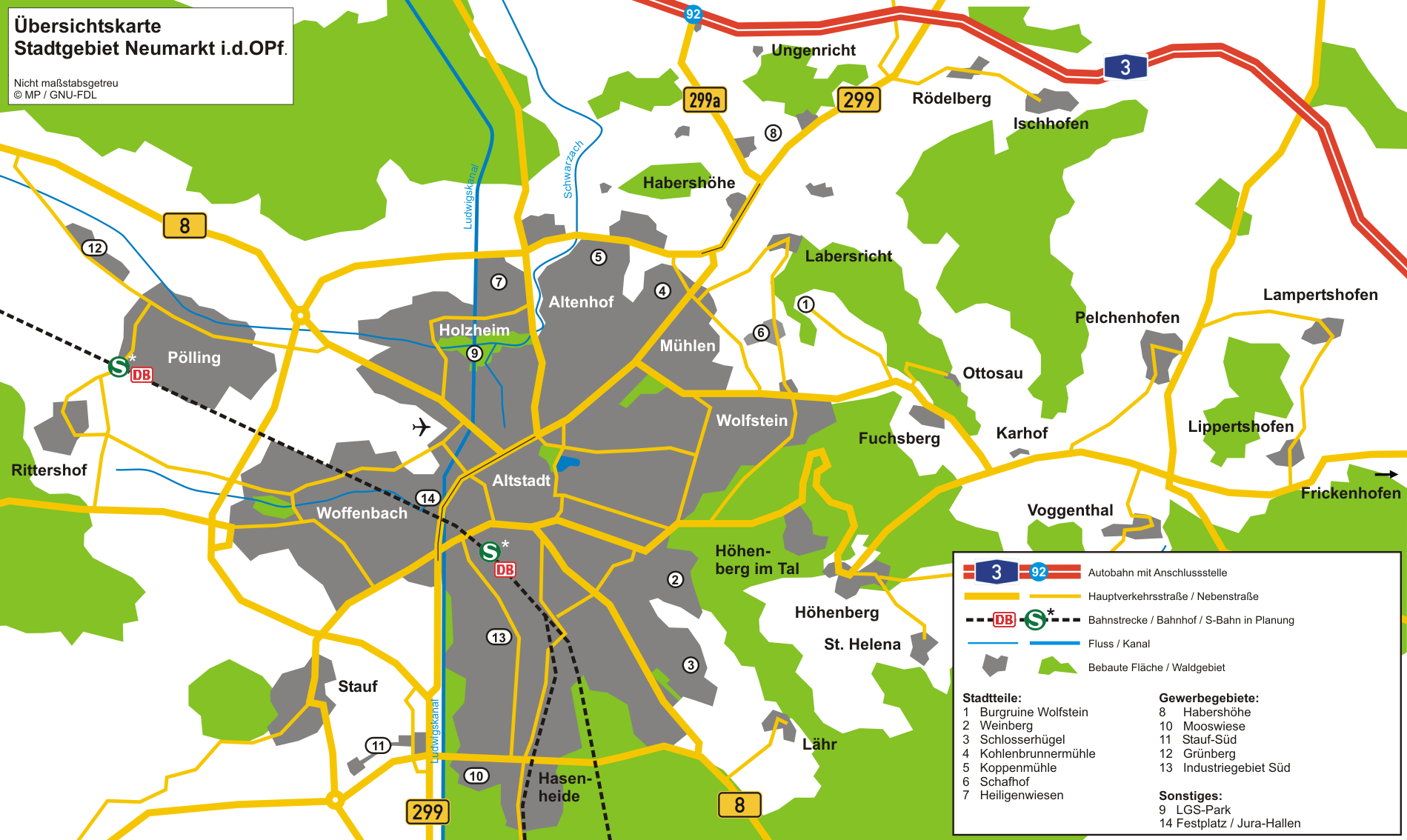
Harta orașului
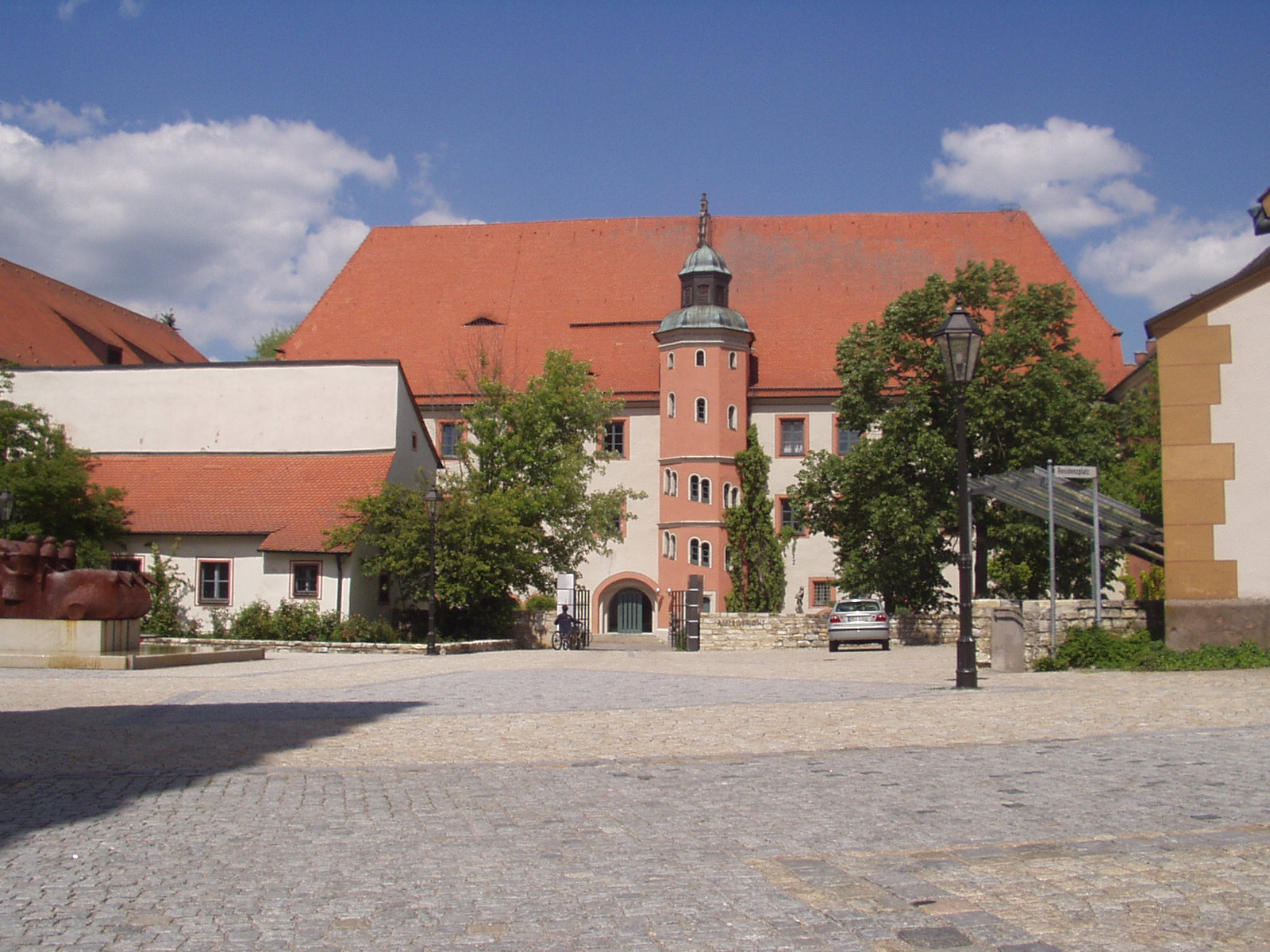
Neumarkt in der Oberpfalz (Castelul palatin)